# Dios los cría (película de 1979)
Dios los cría (en inglés: ...And God Created Them) es una película puertorriqueña de 1979 dirigida por Jacobo Morales. Esta comedia se proyectó en la sección Un certain regard del Festival de Cine de Cannes de 1981.

## Argumento
- Parte I.- Dios los cría – Un rico industrial ya anciano ha muerto, dejando a sus dos hijos y a su viuda (una mujer joven y bella) como herederos. Mientras su cuerpo reposa en el velatorio, ambos hermanos lloran y se abrazan con ternura. Después, uno de ellos sale y va a la oficina del padre; abre la caja fuerte de la oficina y roba el dinero que tiene dentro. Al salir, se enfrenta con su hermano, que le apunta con un arma. Intercambian palabras de odio, ponen en cuestión su relación filial, así como la forma en que se relacionan con su padre y cómo su viuda no merece ninguna herencia del patrimonio del anciano. Comienzan a discutir y entrar en una confrontación física. Uno de los hermanos dispara al otro, pero el herido dispara a su vez con un arma que saca de su abrigo. Al final, tres miembros de la familia yacen en ataúdes en la funeraria, mientras la joven viuda sonríe perversamente a la cámara.

- Parte II.- Negocio redondo – Don Marcos, jefe de una empresa de construcción visita al arzobispo católico local. Es anciano lujurioso que siempre está pensando en mujeres y sexo. Arzobispo y don Marcos discuten los últimos detalles de la compra de un terreno. Don Marcos intenta burlarse del arzobispo cuando negocian los términos del contrato, pero el arzobispo demuestra ser un negociador inteligente. Una vez que se cierra el trato y firman el contrato, don Marcos regresa a su oficina, pero lo piensa de nuevo y le pide a su chófer que lo lleve de regreso a la oficina del arzobispo. Pide una audiencia privada para confesar sus pecados, con lo que el arzobispo está de acuerdo. Además de admitir su comportamiento lascivo, don Marcos le revela al arzobispo que el terreno que le vendió a la Iglesia está sobrevaluado, ya que una carretera importante pronto lo atravesará. El arzobispo amenaza con demandarlo a él y a su compañía, a lo que don Marcos le recuerda que este hecho le fue revelado en confesión y, por lo tanto, no puede ser denunciado bajo pena de excomunión. El arzobispo absuelve a regañadientes al empresario de sus pecados, y don Marcos regresa a su oficina, sin expresión alguna.

- Parte III.- La Gran Noche – Una prostituta veterana está siendo molestada por sus compañeros en el burdel en el que trabaja. Por ahora, ningún cliente solicita sus servicios. Una noche, aparece un apuesto joven que rechaza las ofertas de las otras prostitutas y elige a la vieja para bailar, no sin antes ganarse la admiración de todos al deshacerse de un cliente grosero y borracho. Salen del local bajo la mirada de sorpresa de los asistentes y se detienen en un parque, donde por fin comprendemos la escena. El cliente se despide bruscamente de la anciana después de que ella le pague sus servicios. Cuando comprueba el dinero entregado, le lanza un cuchillo con intención de herirla. Resulta que ella le había pagado para que actuara todo el tiempo. Cuando se sienta en un banco para reflexionar sobre su futuro, un anciano galante le hace un cumplido a sus "hermosos ojos", provocando una sonrisa tierna en ella.

- Parte IV.- Entre doce y una – Los socios Alberto y Carlos conversan en la oficia de un rascacielos. Aparece un Carlos incómodo, que espera que Alberto abandone el lugar lo antes posible. De repente, la bella esposa de Alberto, Annette, aparece en la escena ante la sorpresa de ambos hombres, tras lo cual salen juntos a almorzar. Cuando descienden en el ascensor, un fuerte terremoto golpea la ciudad. El ascensor se para y, cuando intentan escapar por la parte superior, encuentran que los cables están rotos. Gritan pidiendo ayuda, pero los ánimos se vuelven violentos. Resignada a una muerte segura, la pareja se revela indiscreciones. Incluso Alberto confiesa sus infidelidades. Annette dice que ella también ha sido infiel y revela que Carlos es su amante en este momento y que vino a reunirse con él en la oficina porque Alberto se suponía que estaba en otro lugar. Ahora que van a morir, un arrepentido Alberto perdona a Annette y Carlos, abrazándolos en un momento emocionante y tierno que se rompe abruptamente cuando una voz grita: la ayuda ha llegado! La felicidad y el alivio los invade, saben que sobrevivirán a la terrible experiencia, pero de pronto Alberto dice que la forma en que se había comportado era debido al temor a la muerte, que ahora no es lo mismo. Comienza a insinuar que todo ha cambiado, que su esposa no puede saber nada. Para asombro de Carlos y Annette, que están sinceramente arrepentidos de sus acciones, Alberto se convierte en ser vengativo, insinuando que no quiere saber nada de ellos. La tensión llega a las manos y los hombres luchan, lo que hace que el ascensor se agite y que el cable se acabe rompiendo, lo que hace que la cabina caiga en picado.

- Parte V.- La Otra – Fernando, un vendedor ambulante, aparece en escenas alternativas con dos mujeres. La mujer mayor, Josefina, le aconseja que cuide de su salud, le ofrece la cena y lo cuida en su casa; la más joven, Marie, está constantemente interesada en tener sexo apasionado con él. Parece ser un compañero ausente para ambas, y cada una se resiente de sus ausencias. Un día, Marie encuentra a Fernando con Josefina y se pelean; resulta que Josefina, la mujer mayor, es la amante del hombre, mientras que la mujer joven y con apetito sexual es la esposa. Fernando opta por divorciarse de su joven esposa, y casarse con su amante mayor ... pero, sigue una doble vida, ahora tranquila con su esposa Josefina, mientras tiene aventuras frecuentes con Marie, su ex.

## Elenco
- James Ard: José (segmento "La Otra")
- Norma Candal: Josefina (segmento "La Otra")
- Carlos Cestero: Hustler (el segmento de "La Gran Noche")
- Pedro Juan Figueroa,: Arnaldo (segmento "Dios Los Cria")
- Daniel Lugo: Carlos (segmento "Entre Doce Y Una")
- El Chavito Marrero: Don Marcos (segmento "Negocio Redondo") (como José Luis Marrero)
- Benjamín Morales: Obispo (segmento "Negocio Redondo"), Don Manuel (segmento "La Otra")
- Jacobo Morales: Alberto Palacios (segmento "Entre Doce Y Una"), Fernando Sepúlveda (segmento "La Otra")
- Alicia Moreda
- Gladys Rodríguez: Annette (segmento "Entre Doce Y Una"), Marie (segmento "La Otra")
- Esther Sandoval: Antigua Prostituta (segmento "La Gran Noche")
- Miguel Ángel Suárez: Arnaldo hermano (segmento "Dios Los Cría"), Nuevo Jefe (segmento "La Otra"), cliente borracho (segmento "La Gran Noche")
- Luis Vera
- Otilio Warrington